# 埃莱娜·瓦洛尔蒂加拉
埃莱娜·瓦洛尔蒂加拉（義大利語：Elena Vallortigara，1991年9月21日—），意大利女子田径运动员，2007年世界青少年田径锦标赛女子跳高铜牌得主、2010年世界青年田径锦标赛女子跳高铜牌得主、2022年世界田径锦标赛女子跳高铜牌得主。